# Projektek humánerőforrás szükséglete

## A projekt humánerőforrás szükséglete

### Erőforrás allokáció
A projektek emberi erőforrásának tervezéséhez szokás használni az emberi erőforrások szakmai leltárának mátrixát, valamint a feladat-felelősség mátrixot. A szakmai leltár mátrixban szokás jelölni a vállalat rendelkezésére álló munkatársakat (sorban jelöljük), valamint a szükséges szakmai kompetenciákat (oszlopokban jelöljük). Így ennek segítségével kirajzolható, hogy a vállalatban ki rendelkezik a szükséges kompetenciákkal. A feladat-felelősség mátrixban ugyanennek a módszernek a segítségével jelölhető, hogy az adott projektben a részt vevő munkatársak, valamint tevékenységek között milyen kapcsolat lehetséges (Görög, 2008; Görög, 2003).
pl.: szakmai leltár mátrixa
|      | Minőségbiztosítás | Beszerzés | Projektkontroll | Projekt dokumentumok készítése | Pénzügyi folyamatok |
| ---- | ----------------- | --------- | --------------- | ------------------------------ | ------------------- |
| A.B. | X                 |           |                 | X                              |                     |
| C.D. |                   | X         |                 |                                |                     |
| E.F. |                   |           | X               |                                | X                   |
| G.H. |                   |           | X               |                                |                     |
| I.J  |                   |           |                 |                                |                     |

A sikeres projektek lelke az emberek, akiket előremozdítóknak, stakeholdereknek  nevezzük. Az emberi erőforrásoknak elengedhetetlen szerepük van a szervezetek életében. A kis projektek esetén könnyebb azonosítani a főbb szereplőket, de nagyobb projekteknél ez sokkal nehezebb, és több időt is igényel. A projektmenedzserek feladata a stakeholderek azonosítása. Ide tartoznak az ügyfelek, döntéshozók, beszállítók, alkalmazottak, bővebb értelmezésben ide tartoznak mindazok, akik részt vesznek a projektekben, vagy hatással vannak a projekt eredményeire. A projektekben a stakeholderek azonosítása elengedhetetlen feladat. Azonosításuk folyamatos feladat. A sikeres projektek megvalósítása érdekében szükséges meghatározni a projekt szereplőit, feladataikat (Verzuh, 2006; Hajós-Berde, 2007).

### A legfontosabb stakeholderek

#### Projektirányító Bizottság
A Projektirányító Bizottság látja el a projekt legfelsőbb szintű (opcionális) vezetését. A Bizottság olyan minimum három tagú testület,  amelynek összetételéről a projektszponzor dönt. Olyan problémákat kezel, amely a projektvezetés szintjén nem oldható meg, mindemellett döntéseket hoz a stratégiai kérdésekben. A Projektirányító Bizottság feladatköre több területet érint: 
- a sikeres projekt megvalósításához szükséges humán-, anyagi-, infrastrukturális erőforrások biztosításával kapcsolatos kérdésekben dönt
- a projekt működési szabályzatának jóváhagyása
- a projektek stratégiai irányvonalának meghatározása
- döntések meghozatala
- jogi kötelezettségvállalások jóváhagyása
- közbeszerzések jóváhagyása
- a projektterv elfogadása

A Projektirányító Bizottság döntéseit konszenzusos alapon hozza meg. Ahol konszenzusos alapon nem születik döntés, ott a kérdést a projektszponzor elé kell terjeszteni. Azon projektek esetében, ahol közbeszerzési eljárás valósul meg, ott a Projektirányító Bizottság a közbeszerzési ügyekért felelős szervezeti egység egy munkatársa. 
A Projektirányító Bizottság elnöke: Személyéről a projektszponzor dönt.
Feladatai:
- nyomon követi a projektvezető munkáját
- értékeli a projektvezető munkáját (Verzuh, 2006; Benkó, é.n.; sz.n., 2008)

#### Projektigazgató
A projektigazgató a Projektirányító Bizottság által felállított magasabb szintű személyi felelőse (stratégiai és operatív), főként ellenőrzési és döntéshozási jogkörökkel (Poór, 2010).

#### Projektmenedzsment team
Minden olyan csoport vagy személy team tagnak tekinthető, aki idejével, képességeivel, erőfeszítéseivel hozzájárul ahhoz, hogy a projekt sikeresen záruljon. A team tagjainak meghatározása a projekt elején kell, hogy megtörténjen, a definiálási és tervezési szakaszban. Sok team tag kicsi, de annál fontosabb szerepet játszik. A projektmenedzser feladata, hogy megkülönböztesse a részmunkaidős, ideiglenes tagokat a team magjától. Ez azért nagyon fontos, mert más-más kommunikációs stratégiára van szükség (Verzuh, 2006). 
Fontos, hogy a projekt team összhangban legyen az adott projekttel. A projekt team irányítója a projektmenedzser, aki a projekt team élén áll. Mivel ez túl nagy felelősséggel, sok feladattal jár, így számba vehető az a megoldás, hogy nagy projektek esetén a projektet részprojektekre bontják, melyben a projektrészeknek külön felelőse van (Imreh, 2008).

##### Projektmenedzser
A projektmenedzser a projektmenedzsment team tagja, a projektszponzor jelöli ki. A projektmenedzsment meghatározása különös körültekintést igényel, hiszen projektvezetési tevékenység mellett jelenthet projektvezetői teamet is, továbbá vezetési technikát, módszert és eszközt is. A projekt irányítása során speciális vezetői tevékenységre van szükség, amelynek magába kell foglalnia az öt klasszikus menedzsmentfunkciót:
- projekttervezés
- projektszervezés
- projektirányítás
- projekt ellenőrzés
- projekt továbbfejlesztése

A projektvezető feladatköre igen szerteágazó. Az öt fő menedzsmentfunkció mellett a projektmenedzsernek összhangban kell tartani a csoportot a projekt folyamatában. Dolgozhat a projektterven, a stakeholdereket azonosíthatja, nyomon követheti a költségek alakulását és dönthet vitákban. Tehát látható, hogy a projektmenedzser mindig alapvető pontosságú szerepet játszik a projektekben. A projekt összes feladatát egyensúlyban kell tartania. Feladata, hogy ki kell választania a projekt stakeholdereinek szerepét, legfőképp a sajátját. Mindemellett feladatai közé tartozik, hogy a projektiroda munkáját koordinálja. A projekt sikeres megvalósulása érdekében elengedhetetlen, hogy a projektvezető ellenőrizze, koordinálja a munkacsoportokban dolgozók munkáját. További fontos feladat a projektkommunikáció biztosítása (kereszthivatkozás Anikó szócikkével), hiszen az információ áramlás szabályozásának köszönhetőenhatékonyabb munka valósulhat meg. Szintén fontos feladat a projekten belüli tevékenységek koordinálása, projektértekezletek szervezése és lebonyolítása, a projektmunkacsoport tagok felelősségének meghatározása. 
A projektvezető felelőssége igen nagy, többek között az irányítással és megvalósítással kapcsolatos feladatok kapcsán. Így felelősséget kell vállalnia: 
- projektkockázatok kezelésében (kereszthivatkozás Ian szócikkével)
- projekt költségvetése kapcsán
- feladatok végrehajtása, ellenőrzése során
- a projekt indikátorainak megvalósulása során (kereszthivatkozás Anikó szócikkével)
- konfliktusok kezelésében
- feladat-végrehajtások ellenőrzése kapcsán
- projektek dokumentálásának ellenőrzése

A projektvezető kötelezettségei:
- A projektvezető köteles legalább havonta beszámolni a Projektirányító Bizottságnak.
- Késedelem nélkül biztosítani kell a megfelelő minőségű teljesítést (Verzuh, 2006; Poór, 2010; Hobbs, 2010; Imreh, 2008; Benkó, é.n.; sz.n., 2008).

##### projektmunkacsoport tagok, vezetők
A projektmunkacsoportok tagjait a projektvezetők kérelme, illetve javaslata alapján választják ki.
A munkacsoport feladata az operatív munkavégzés, azaz: 
- a döntés-előkészítő anyagok összeállításában, szakmai koncepciók elkészítésében vesznek részt,
- a projekttervben meghatározott szakmai feladatok határidőre történő végrehajtására,
- a projekt feladatainak szakmai és gyakorlati előkészítésére és megvalósítására,
- a Projektirányító Bizottság döntéseinek végrehajtására,
- a Projektvezető tájékoztatására a projekt előrehaladásáról és az esetleges akadályokról,
- a projektértekezleteken történő részvétel (Verzuh, 2006).

#### projektszponzorok
A projektszponzorok fontos szerepet játszanak a projektek életében, hiszen a szponzorok biztosítják a projekt megvalósításához szükséges erőforrásokat, működési feltételeket. Személye a projektben részt vevő szervezeti egységek felelőse a projekt felügyeletét ellátó felsővezetők egyike.  Tehát a szponzor az a hivatalos jogkörrel rendelkező ember, aki végső soron felelős a projektért. A szponzor lehet senior ügyvezető vagy junior menedzser, helyzete és jog köre a szervezetben minden projekttől független, így független kapcsolatot teremthet a projekt és a normális döntéshozási folyamat között. A szponzor a projektmenedzser nevében is eljárhat, tanácsot adhat, vagy befolyásolhatja a projekt prioritásait is. Sok esetben a projektmenedzserét meghaladó jogkörrel rendelkezik. 
A szponzorok feladatai: 
A szponzorok elsősorban a jogkörével járul hozzá a projekthez. A szponzor a projekt minden fázisában nagy szerephez jut, de legfőbb feladatai:
- támogathatja projektmenedzsert az alapító okirat megfogalmazásával (megnevezi az új projektet, célját és a projektmenedzsert)
- segíti a tevékenységfelelős mátrix kialakításában (megmutatja, hogy mely stakeholder csoportot érinti a projekt)
- átnézi és jóváhagyja a munkakimutatást, amely leírja a célokat, korlátokat és a projektmenedzsment irányelveit (SOW)
- jóváhagyhatja a projekttervet. Ez azért nagyon fontos lépés, mert ellenőrizheti, hogy az minőség- költség- idő egyensúly megvalósul-e a tervben.
- tanáccsal láthatja el a projektmenedzsert, valamint rendszeresen konzultálhat vele a projekt helyzetéről. Fontos, hogy a szponzornak még a problémák fellépése előtt csatlakozni kell a projekthez, hiszen így tud részt venni a problémamegoldásban.
- felügyeli és fenntartja a projektek más projektekhez viszonyított prioritását. Nagyon fontos pont, hiszen a szervezeteknek korlátozottan áll rendelkezésükre az erőforrások, s több érvényes projektjük van, mint amennyi idővel, pénzzel és idővel rendelkeznek. Ezért tisztában kell lenniük a saját kompetenciahatáraikkal, s tisztában kell lenniük, hogy milyen prioritást állítanak fel.
- segíti a projektmenedzsert a szervezeti akadályok legyőzésében. Azokban az esetekben, amikor a projektmenedzsernek a kompetenciahatára megszűnik a bürokráciával szemben, akkor a szponzor intézkedik a projekt nevében.

A projektek sikerességének kulcsa a megfelelő hatáskörű, érdekelt szponzor, hiszen megvédi a projektet, segíti a projekt előrehaladását, valamint olyan hivatalos jogköre van, amellyel a projektmenedzser nem rendelkezik (Verzuh, 2006). A szponzor az egyetlen személy, aki lezárhatja a projektet (Hobbs, 2000). 
 